# The Punishment
«The Punishment» es el segundo sencillo lanzado por la banda finlandesa Tarot de su quinto álbum For the Glory of Nothing.

## Canciones
1. «The Punishment»
2. «Tears of Steel» (Live)
3. «Children of the Grave» (Live, Black Sabbath canción versionada)

- Datos: Q7758757